# Joachim zu Dänemark

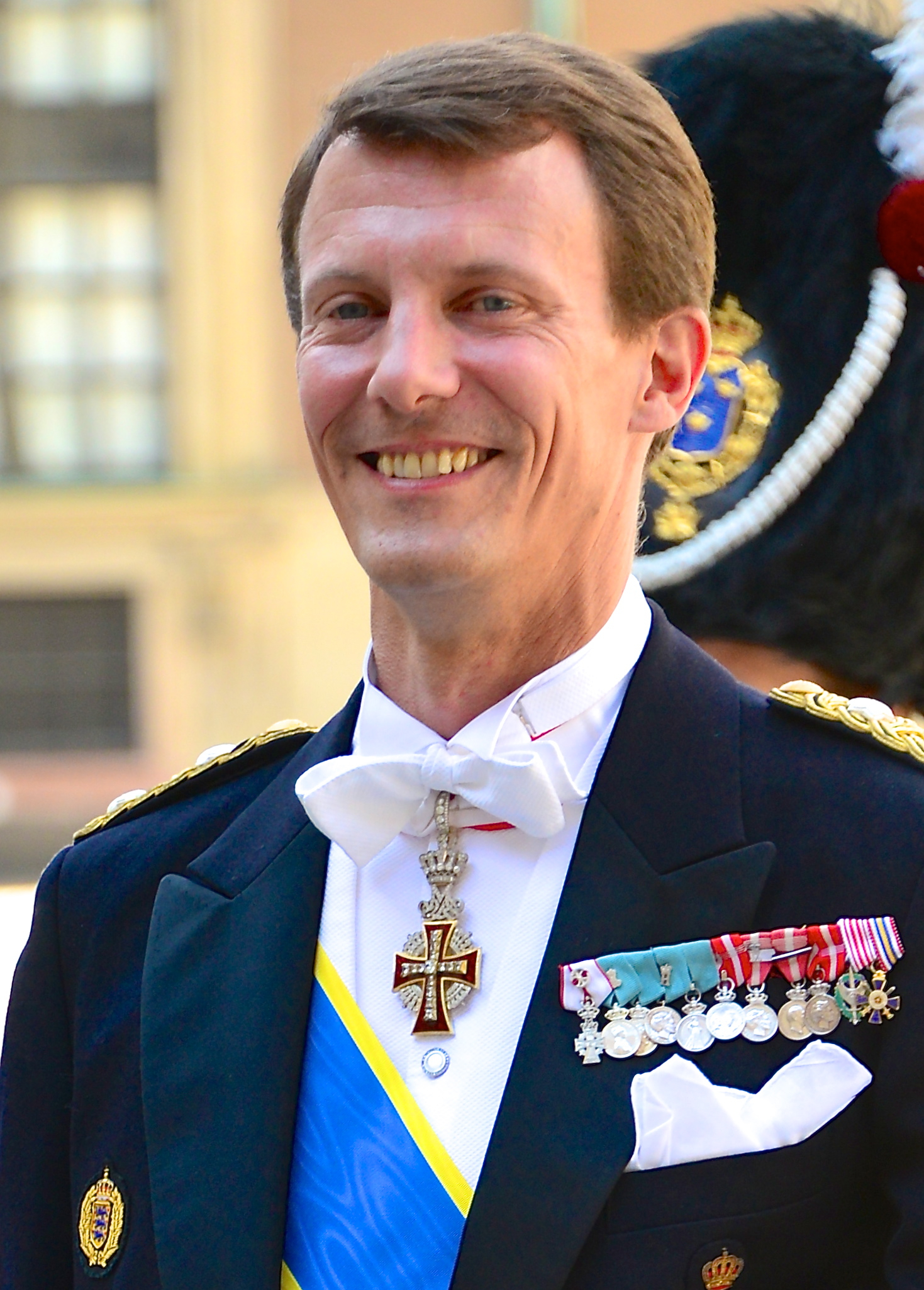
Joachim auf der Hochzeit von Prinzessin Madeleine von Schweden (2013)

Joachim Holger Waldemar Christian, Prinz zu Dänemark, Graf von Monpezat (* 7. Juni 1969 in Kopenhagen) ist der zweite Sohn von Königin Margrethe II. von Dänemark und ihrem Ehemann Henrik, Prinz von Dänemark. Er ist Angehöriger des Hauses Oldenburg bzw. von dessen Seitenlinie Schleswig-Holstein-Sonderburg-Glücksburg.

## Leben

### Kindheit und Ausbildung
Der Prinz wurde am 15. Juli 1969 im Dom zu Aarhus getauft und am 10. Juni 1982 in der Kapelle von Schloss Frederiksborg konfirmiert. Er gehört der evangelisch-lutherischen Staatskirche Dänemarks an.

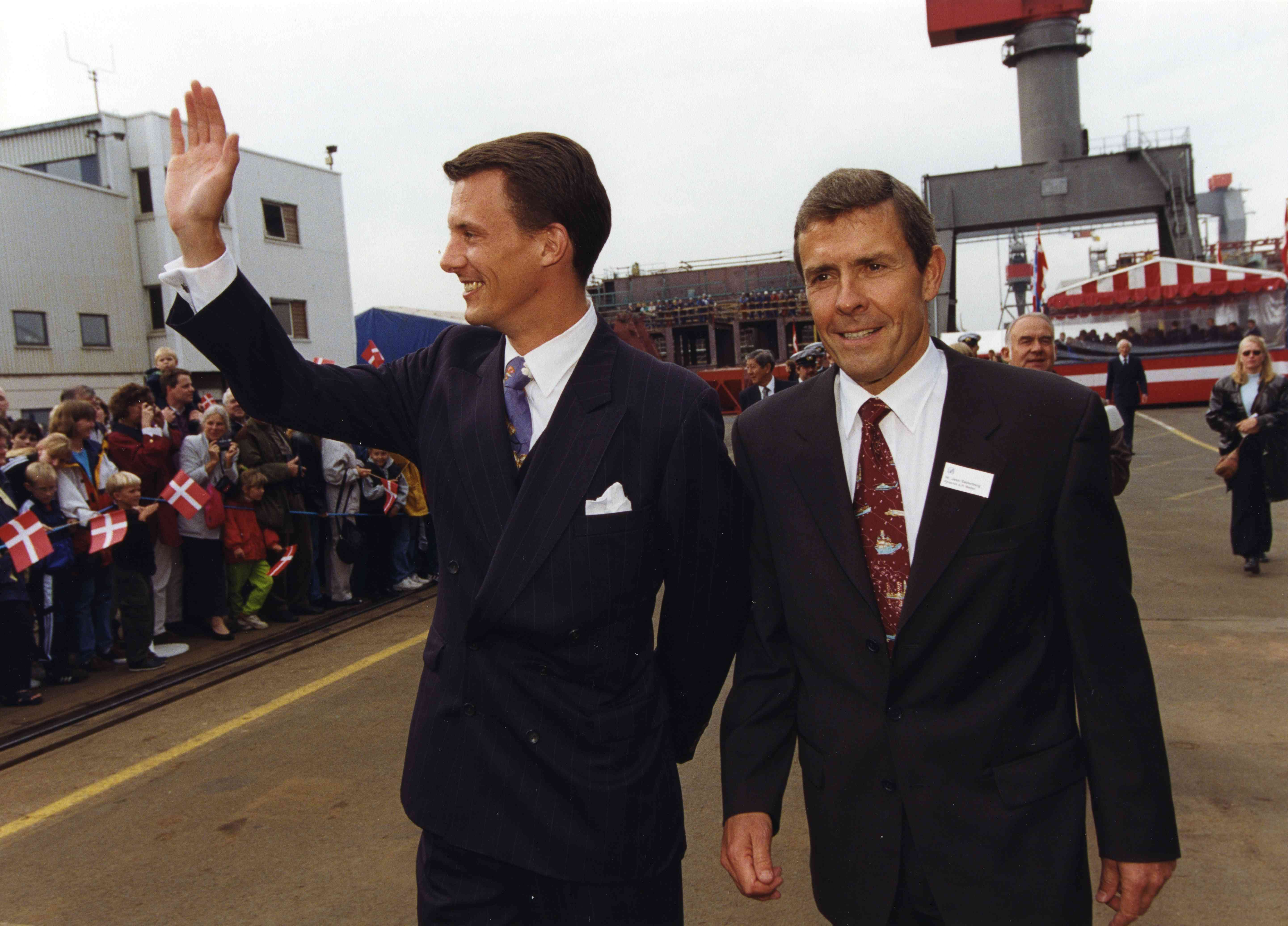
Prinz Joachim und Jess Søderberg bei der Einweihung des Containerschiffs Svendborg Mærsk (1998)

Von 1974 bis 1982 besuchte er die Grundschule Krebs’ Skole und wurde zugleich von 1974 bis 1976 von Privatlehrern auf Schloss Amalienborg unterrichtet. Das Schuljahr 1982/1983 verbrachte der Prinz auf dem Internat École des Roches in der Normandie in Frankreich. 1986 schloss er seine schulische Ausbildung am Øregaard Gymnasium ab. Im Anschluss daran arbeitete er zwei Jahre auf einer Farm in Wagga Wagga in Australien.
Von 1991 bis 1993 komplettierte Prinz Joachim seine Ausbildung zum Landwirt. Zur Erweiterung seiner Managementerfahrung arbeitete Prinz Joachim in der Zeit von 1993 bis 1995 für die A. P. Møller-Maersk Gruppe in Hongkong und Frankreich. Der Prinz residierte lange auf Schloss Schackenborg in Møgeltønder, Sønderjylland. Dort bewirtschaftete er die zugehörigen Güter. Im Juli 2014 wurde bekannt, dass Prinz Joachim und seine Frau ihren Hauptwohnsitz nach Kopenhagen verlegen. Dort haben sie eine Stadtwohnung im Schloss Amalienborg. Schloss Schackenborg wurde einer Stiftung übertragen.
1987 begann er seine militärische Ausbildung und stieg in den folgenden Jahren bis zum Leutnant der Reserve auf. Seit 2005 ist Prinz Joachim Major der Reserve in der dänischen Armee. Nach dem Besuch des Generalstabslehrgangs am Institut des hautes études de défense nationale in Paris wurde er 2020 zum Brigadegeneral befördert.
Von 2020 bis 2023 war er dänischer Militärattaché in Paris. Seit Sommer 2023 ist er in gleicher Funktion an der dänischen Botschaft in Washington, D.C. tätig.
Neben seiner Muttersprache Dänisch spricht er Französisch, Englisch und Deutsch.

### Ehen und Nachkommen

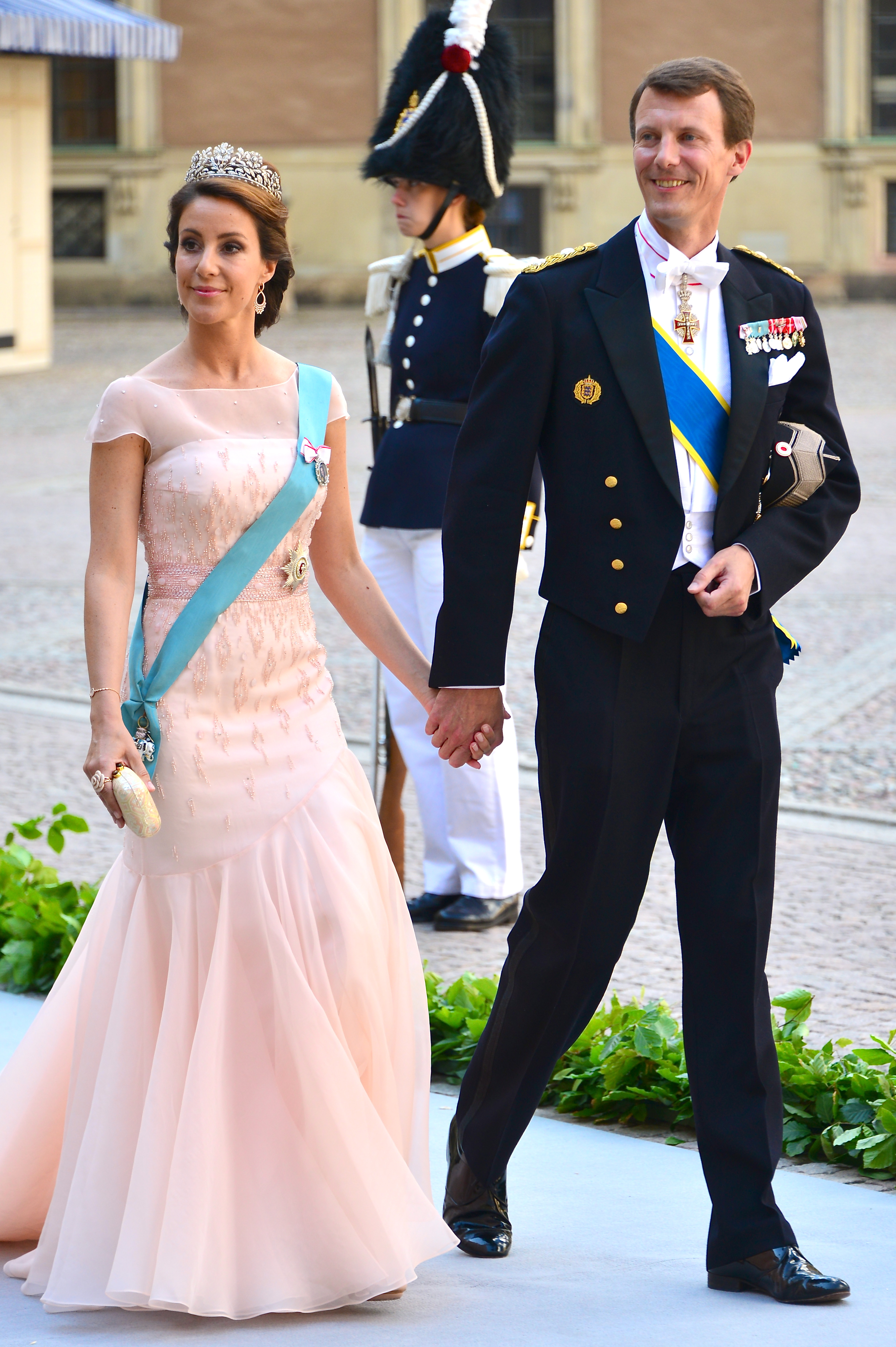
Prinz Joachim mit Prinzessin Marie (2013)

1994 traf Prinz Joachim Alexandra Christina Manley (* 30. Juni 1964 in Hongkong) auf einer Party in Hongkong. Sie heirateten am 18. November 1995 in der Kapelle von Schloss Frederiksborg. Am 16. September 2004 kündigte das Paar die Scheidung an. Am 8. April 2005 wurde die Ehe geschieden. Das Sorgerecht für die beiden Söhne teilt sich der Prinz mit seiner Ex-Frau.
Mit Alexandra Manley hat Prinz Joachim zwei Söhne:
- Nikolai William Alexander Frederik zu Dänemark, Graf von Monpezat (* 28. August 1999 in Kopenhagen). Er wurde am 6. November 1999 in der Kapelle von Schloss Fredensborg getauft. Seine Paten sind König Frederik X. von Dänemark, Prinz Edward von Großbritannien, Peter Steentrup, seine Tante Nicola Baird und Camilla Flint.
- Felix Henrik Valdemar Christian zu Dänemark, Graf von Monpezat (* 22. Juli 2002 in Kopenhagen). Er wurde am 4. Oktober 2002 in Møgeltønder getauft. Seine Paten sind Graf Christian Ahlefeldt-Laurvig, Oscar Davidsen Siesby, Damian Sibley, seine Tante Martina Bent und Annick Boel.

Seit 2008 ist Prinz Joachim mit der Französin Marie Agathe Odile Cavallier (* 6. Februar 1976 in Paris) verheiratet. Das Paar hatte sich 2002 bei einer Jagd in Dänemark kennengelernt und war seit Mitte 2005 liiert. 2006 trennten sie sich für einige Monate. Das Paar verlobte sich im Sommer 2007 in der Türkei und am 3. Oktober 2007 gab der dänische Hof die Verlobung offiziell bekannt. Die Hochzeit fand am 24. Mai 2008 in Møgeltønder statt.
Mit Marie Cavallier hat Prinz Joachim zwei Kinder:
- Henrik Carl Joachim Alain zu Dänemark, Graf von Monpezat (* 4. Mai 2009 in Kopenhagen).[10][11] Er wurde am 26. Juli 2009 in Møgeltønder getauft. Seine Paten waren Königin Mary von Dänemark, Benjamin Grandet, Charles Cavallier, Britt Davidsen Siesbye und Christian Scherfig.
- Athena Marguerite Françoise Marie zu Dänemark,[12] Komtess von Monpezat (* 24. Januar 2012 in Kopenhagen).[13] Sie wurde am 20. Mai 2012 in Møgeltønder getauft. Ihre Paten sind ihre Onkel mütterlicherseits Gregory Grandet und Edouard Cavallier, Carina Axelsson, die Ehefrau von Gustav Prinz zu Sayn-Wittgenstein-Berleburg, der ein Cousin von Prinz Joachim ist, Julie Mirabaud, Diego de Lavandeyra und Henriette Steenstrup.

Der Prinz war bei seiner Geburt auf Platz 3 der dänischen Thronfolge. Ab der Krönung seiner Mutter 1972 bis zur Geburt seines Neffen Christian im Jahr 2005 war er auf Platz 2 der Thronfolge. Mittlerweile ist er auf Platz 5 der Thronfolge. Auf den Plätzen 6, 7 und 8 sind seine Söhne, auf Platz 9 seine Tochter Athena.

## Titel und Wappen

Das Wappen von Prinz Joachim

Monogramm von Prinz Joachim

Seit seiner Geburt trägt Joachim den Titel eines Prinzen zu Dänemark (Dänisch: prins til Danmark). Am 30. April 2008 gab das dänische Königshaus bekannt, dass die Nachfahren des Königspaares und deren Ehepartner zusätzlich zum dänischen Prinzentitel den Titel „Graf/Gräfin von Monpezat“ erhalten, den Geburtsnamen von Joachims Vater Henrik. Auch in das persönliche Wappen des Prinzen wurde das Stammwappen seines Vaters integriert. So zeigt dessen Herzschild nicht nur das Wappen des Hauses Oldenburg, sondern auch das der Grafen von Monpezat.
2022 verfügte Königin Margrethe, dass ihren von ihrem jüngeren Sohn Joachim abstammenden Enkeln der Titel „Prinz/Prinzessin“ und die Anrede „Hoheit“ entzogen wird. Dadurch soll das Königshaus auf Personen beschränkt werden, die in Vertretung des Monarchen öffentliche Aufgaben wahrnehmen. Die betroffenen Königsenkel bleiben aber Mitglieder der Königsfamilie und behalten ihre eventuellen Thronfolgeansprüche. Sie können jedoch als Privatpersonen mit dem ihnen verbleibenden Namen und Titel „Graf von Monpezat“ später auch eine wirtschaftliche Tätigkeit betreiben oder eine Anstellung annehmen, was ihnen als repräsentierenden Mitgliedern des Königshauses verwehrt geblieben wäre. Allerdings war diese Entscheidung ohne Abstimmung mit den Betroffenen und ihren Eltern erfolgt. Prinz Joachim kommentierte die Entscheidung öffentlich: „Meinen Kindern zu sagen, dass ihnen im neuen Jahr ihre Identität genommen werden wird. Ich bin sehr, sehr traurig, wenn ich sehe, wie sie betrübt sind und nicht begreifen, was über ihre Köpfe hinweg geschieht […] Warum sollen sie so bestraft werden?“ Vergleichbare Reduktionen der Zugehörigkeit zum schwedischen Königshaus und zum niederländischen Königshaus hatten nicht dazu geführt, dass die betroffenen Personen nachträglich den Titel „Prinz/Prinzessin“ verloren hätten.

## Vorfahren
| Ahnentafel Prinz Joachim Holger Waldemar Christian     | Ahnentafel Prinz Joachim Holger Waldemar Christian                                      | Ahnentafel Prinz Joachim Holger Waldemar Christian                                  | Ahnentafel Prinz Joachim Holger Waldemar Christian                                  | Ahnentafel Prinz Joachim Holger Waldemar Christian                                  | Ahnentafel Prinz Joachim Holger Waldemar Christian                                  | Ahnentafel Prinz Joachim Holger Waldemar Christian                                  | Ahnentafel Prinz Joachim Holger Waldemar Christian                                              | Ahnentafel Prinz Joachim Holger Waldemar Christian                                                                      | Ahnentafel Prinz Joachim Holger Waldemar Christian                                                 | Ahnentafel Prinz Joachim Holger Waldemar Christian                                                        |
| ------------------------------------------------------ | --------------------------------------------------------------------------------------- | ----------------------------------------------------------------------------------- | ----------------------------------------------------------------------------------- | ----------------------------------------------------------------------------------- | ----------------------------------------------------------------------------------- | ----------------------------------------------------------------------------------- | ----------------------------------------------------------------------------------------------- | --- | -------------------------------------------------------------------------------------------------- | --- |
| Ururgroßeltern                                         | Graf Aristide de Laborde de Monpezat (1830–1888) ⚭ 1860 Jeanne Emilie Borde (1835–1889) | Eugen Ludwig Heinrich Hallberg (1839–1921) ⚭ 1862 Clara Vernhes (1844–1922)         | Eugen Ludwig Heinrich Hallberg (1839–1921) ⚭ 1862 Clara Vernhes (1844–1922)         | Jean Alfred Doursenot (1855–1940) ⚭ 1882 Marie Louise Barrière (1863–1941)          | Jean Alfred Doursenot (1855–1940) ⚭ 1882 Marie Louise Barrière (1863–1941)          | Léonard Gay (1846–1918) ⚭ 1872 Marguerite Laforest (1853–1921)                      | König Friedrich VIII. (1843–1912) ⚭ 1869 Prinzessin Luise von Schweden (1851–1926)              | Großherzog Friedrich Franz III. (Mecklenburg) (1851–1897) ⚭ 1879 Großfürstin Anastasia Michailowna Romanowa (1860–1922) | König Gustav V. (Schweden) (1858–1950) ⚭ 1881 Prinzessin Viktoria von Baden (1862–1930)            | Herzog Arthur Wilhelm von Connaught (1850–1942) ⚭ 1879 Prinzessin Luise Margareta von Preußen (1860–1917) |
| Urgroßeltern                                           | Graf Henri de Laborde de Monpezat (1868–1929) ⚭ 1904 Henriette Hallberg (1880–1973)     | Graf Henri de Laborde de Monpezat (1868–1929) ⚭ 1904 Henriette Hallberg (1880–1973) | Graf Henri de Laborde de Monpezat (1868–1929) ⚭ 1904 Henriette Hallberg (1880–1973) | Maurice Doursenot (1883–1916) ⚭ 1907 Marguerite Gay (1883–1974)                     | Maurice Doursenot (1883–1916) ⚭ 1907 Marguerite Gay (1883–1974)                     | Maurice Doursenot (1883–1916) ⚭ 1907 Marguerite Gay (1883–1974)                     | König Christian X. (1870–1947) ⚭ 1898 Herzogin Alexandrine von Mecklenburg-Schwerin (1879–1952) | König Christian X. (1870–1947) ⚭ 1898 Herzogin Alexandrine von Mecklenburg-Schwerin (1879–1952)                         | König Gustav VI. Adolf (Schweden) (1882–1973) ⚭ 1905 Prinzessin Margaret von Connaught (1882–1920) | König Gustav VI. Adolf (Schweden) (1882–1973) ⚭ 1905 Prinzessin Margaret von Connaught (1882–1920)        |
| Großeltern                                             | Graf André de Laborde de Monpezat (1907–1998) ⚭ 1934 Renée Doursenot (1908–2001)        | Graf André de Laborde de Monpezat (1907–1998) ⚭ 1934 Renée Doursenot (1908–2001)    | Graf André de Laborde de Monpezat (1907–1998) ⚭ 1934 Renée Doursenot (1908–2001)    | Graf André de Laborde de Monpezat (1907–1998) ⚭ 1934 Renée Doursenot (1908–2001)    | Graf André de Laborde de Monpezat (1907–1998) ⚭ 1934 Renée Doursenot (1908–2001)    | Graf André de Laborde de Monpezat (1907–1998) ⚭ 1934 Renée Doursenot (1908–2001)    | König Frederik IX. (1899–1972) ⚭ 1935 Prinzessin Ingrid von Schweden (1910–2000)                | König Frederik IX. (1899–1972) ⚭ 1935 Prinzessin Ingrid von Schweden (1910–2000)                                        | König Frederik IX. (1899–1972) ⚭ 1935 Prinzessin Ingrid von Schweden (1910–2000)                   | König Frederik IX. (1899–1972) ⚭ 1935 Prinzessin Ingrid von Schweden (1910–2000)                          |
| Eltern                                                 | Graf Henri de Laborde de Monpezat (1934–2018) ⚭ 1967 Königin Margrethe II. (* 1940)     | Graf Henri de Laborde de Monpezat (1934–2018) ⚭ 1967 Königin Margrethe II. (* 1940) | Graf Henri de Laborde de Monpezat (1934–2018) ⚭ 1967 Königin Margrethe II. (* 1940) | Graf Henri de Laborde de Monpezat (1934–2018) ⚭ 1967 Königin Margrethe II. (* 1940) | Graf Henri de Laborde de Monpezat (1934–2018) ⚭ 1967 Königin Margrethe II. (* 1940) | Graf Henri de Laborde de Monpezat (1934–2018) ⚭ 1967 Königin Margrethe II. (* 1940) | Graf Henri de Laborde de Monpezat (1934–2018) ⚭ 1967 Königin Margrethe II. (* 1940)             | Graf Henri de Laborde de Monpezat (1934–2018) ⚭ 1967 Königin Margrethe II. (* 1940)                                     | Graf Henri de Laborde de Monpezat (1934–2018) ⚭ 1967 Königin Margrethe II. (* 1940)                | Graf Henri de Laborde de Monpezat (1934–2018) ⚭ 1967 Königin Margrethe II. (* 1940)                       |
| Joachim, Prinz zu Dänemark, Graf von Monpezat (* 1969) |                                                                                         |                                                                                     |                                                                                     |                                                                                     |                                                                                     |                                                                                     |                                                                                                 | | | |